# Charles Wesley junior
Charles Wesley junior   (Bristol, 11 de desembre de 1757 - Londres, 23 de maig de 1834) fou un organista i compositor anglès. Era fill de Sarah i Charles Wesley (el gran escriptor d'himnes i un dels fundadors del Metodisme) i del germà de Samuel Wesley, també organista i compositor. Se li sol anomenar "Charles Wesley junior" per evitar confusions amb el seu pare més famós. Mai es va casar, vivint la major part de la seva vida amb la seva mare i la seva germana.
Tot i que el jove germà Charles Wesley és molt menys conegut que el seu germà Samuel Wesley, era com Samuel considerat un prodigi musical a la infància i ell tocava l'orgue abans dels tres anys. Es va convertir en un músic professional en l'edat adulta i Matthews (1971) cita la Revista Europea de 1784 segons que "la seva actuació en l'orgue ha donat una delícia suprema". Tot i això, no va gaudir de l'actuació pública, i va treballar sobretot com a organista privat, al mateix temps al príncep regent; va estar connectat amb la família reial durant bona part de la seva vida, després d'haver tocat per primera vegada a la casa de la reina a l'edat de 18 anys. Es mantenen encara un grapat de composicions seves i una sonata de teclat en F menor ha estat descobert recentment i va rebre la seva primera actuació l'1 de febrer de 2007 a la Perkins School of Theology de la Southern Methodist University, com a part de la celebració metodista d'un any que és el 300 aniversari del naixement de Charles Wesley i el 250 aniversari de Charles. Wesley junior's.